# 大和鉄道
大和鉄道（やまとてつどう）は、かつて奈良県に路線を有していた鉄道事業者。同社の有していた路線の一部は、近畿日本鉄道（近鉄）の田原本線として現存している。

## 概要

### 創始
田原本は元々、大和川の上流にある河港として栄えていたが、大阪鉄道 (初代)によって今の関西本線が1892年に開業し、その後に今の桜井線や和歌山線も開業すると、水運は衰退して鉄道に取り残された町は賑わいを失った。
そのため地元の有志が田原本を通り、奈良盆地を横断する鉄道の敷設を目論むようになった。当初、中和鉄道として立案された計画は、田原本鉄道と名前を変えて免許の取得に至り、1914年に着工へこぎつけた。
規格は国鉄との貨車直通を考慮し、軌間1067mm（狭軌）の非電化路線となった。1917年には、大和鉄道と社名を変更している。

### 開業と延伸、そして競合
1918年、新王寺 - 田原本（後の西田原本駅）間で営業を開始する。この時、奈良県知事などを招待して祝賀会を開通日に催したが、来賓客を乗せた臨時列車を牽引する蒸気機関車が途中で故障して、結局故障地点から会場までの約2kmを歩かせるという失態も演じている。
その後も順次桜井方面への延伸に取り組み、1923年には桜井町駅（後に廃止）までの開業にこぎつけた。同社は桜井線桜井駅への乗り入れを目指していたが、これは用地収得などの準備の遅れもあってしばらく後となった。
一方で近鉄の直系母体会社である大阪電気軌道（大軌）は、1914年に現在の近鉄奈良線に当たる路線を開業させ、大和鉄道開業の頃は業績も一時の不振から立ち直っており、拡大を目論んで以前より地元から敷設の請願があった、西大寺駅（後の大和西大寺駅）から南進して桜井線の畝傍駅や橿原神宮に至る、畝傍線（後の近鉄橿原線）の計画を立てた。
だがこれが開業すると、関西本線との連絡で大阪方面への輸送を担っていた大和鉄道及び天理軽便鉄道（新法隆寺 - 天理間）の経営に深刻な打撃を与えることが予想された。そのため、軌道の管轄を行っていた内務省が大軌に特許を交付する際、大和鉄道と天理軽便鉄道の買収・合併を行うことを条件につけた。
大軌はそれを承諾し、大和鉄道と天理軽便鉄道の買収工作に取り掛かった上で、畝傍線を1921年 - 1923年に順次開業させた。しかし、天理軽便鉄道については1921年に合併して同社の天理線・法隆寺線（後者は戦時中に廃止）としたものの、大和鉄道については諸事情があり、なかなか経営権を押さえることができずにいた。

### 大軌傘下へ
大和鉄道は大軌による畝傍線建設が進んでいたころ、名張・宇治山田への延伸という壮大な計画を立て、桜井 - 名張間の免許を1922年に取得していたが、中小会社ゆえに資金的な問題で建設は不可能であった。
一方、大軌は自社の有する八木線（後の近鉄大阪線大和八木駅以西）を延伸して、大阪から伊勢神宮への快速参拝ルートを造り上げることを構想として持っていたが、大阪鉄道 (2代目)（後の近鉄南大阪線などを建設）やこの大和鉄道との競願になっていたため、自社単独では免許の取得は難しいと考え、早期に地元に密着した企業である大和鉄道を抑えなければと考えるようになっていった。それは、大和鉄道がこの名張への延伸免許を取得したことでいっそう顕著となり、大軌はあらゆる手を尽くして同社の株式を取得し、ようやく1924年にその過半数を抑え、取締役へ大軌の役員を就かせることに成功した。
傘下になると、大軌では早速自社の有する八木線を桜井駅まで延伸する免許を申請し、さらに大和鉄道名義で桜井 - 名張間の免許を宇治山田まで延長することを申請した。この時、国鉄の運営と私鉄の監督を行っていた鉄道省は、省が有する参宮線などとの競合を理由に難色を示したが、1927年には八木 - 桜井間と名張 - 宇治山田間の免許を結局交付している。
そして、伊勢への進出は金がかかり会社の経営に影響を及ぼすことから、大阪電気軌道と大和鉄道のいずれでもない新設会社で行うほうが良いという結論に至り、その結果設立された参宮急行電鉄（参急）に大和鉄道は免許を譲渡した。
同社によって宇治山田駅までの路線（現、大阪線・山田線）は、1931年までに全線が開通した。また遅れていた大和鉄道の国鉄桜井駅乗り入れも、1928年に果たされている。
しかし戦中の1944年には不要不急線として、大阪電気軌道畝傍線・桜井線（旧：八木線）と競合する田原本 - 桜井間を休止している。撤去された軌条はセレベス開発鉄道建設資材として神戸港へ発送し、分岐器類は常北鉄道大甕・日立市間の建設に、また橋桁は南海鉄道、阪神電鉄、三重交通、山陽電鉄等へ転用された。戦後には、線路敷も奈良県道14号桜井田原本王寺線に転用されている。

### 戦後の推移と近鉄への統合
戦後、近鉄色をさらに強めた大和鉄道は、1948年に1067mmから近鉄標準の1435mm（標準軌）への改軌と電化を行う。戦中に徴用されていた朝鮮・中国系の鉱山労働者が戦後帰国し、石炭の採掘量が減少して入手困難になっていたことへの対策であった。このとき用いられた電車は、大軌の製造した旧型車を近鉄から借り受けたものであった。
1958年には、戦時中に休線となっていた田原本 - 桜井間を正式に廃止している。
1961年、近鉄生駒線などを運営していた信貴生駒電鉄に合併されるが、その3年後の1964年には信貴生駒電鉄も近鉄に統合され、旧大和鉄道の路線は田原本線となった。
現在、田原本線の西田原本駅・新王寺駅が、近鉄の他線の駅（橿原線の田原本駅及び生駒線の王寺駅）と離れた位置に存在しているのは、この路線が元々別の会社の運営する路線であった名残と言える。今でも利用者（特に年配の利用者）の中には、同線を「大鉄（やまてつ）」と呼ぶ者がいる。

## 年表

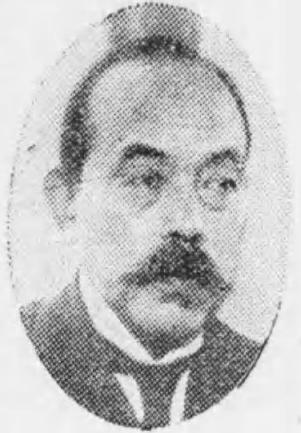
大槻龍治社長

- 1911年（明治44年）6月7日 田原本鉄道に対し鉄道免許状下付（田原本-王寺間）[6]。
- 1912年（明治45年）7月14日 田原本鉄道株式会社設立。
- 1913年（大正2年）
  - 4月5日 鉄道免許状下付（奈良県磯城郡田原本町-山邊郡丹波市町間）[7]。
  - 12月2日 鉄道免許失効（奈良県磯城郡田原本町-山邊郡丹波市町間、指定の期限内に工事施工の認可申請を為さざるため）[8]
- 1915年（大正4年）7月10日 起工。
- 1917年（大正6年）1月23日 大和鉄道と社名変更。
- 1918年（大正7年）4月26日 新王寺 - 田原本（現在の西田原本）間開業[9][10]。
- 1919年（大正8年）11月19日 鉄道免許状下付（磯城郡田原本町-同郡桜井町間）[11]
- 1920年（大正9年）4月 大阪電気軌道（大軌）が、独自で八木から宇治山田に至る路線の免許を出願。
- 1921年（大正10年）11月21日 大和鉄道が、桜井 - 名張間の延伸免許を申請。
- 1922年（大正11年）6月7日 大和鉄道に対し鉄道免許状下付（奈良県磯城郡桜井町-三重県名賀郡名張町間）[12]
- 1922年（大正11年）9月3日 田原本 - 味間間が開業[13]。
- 1923年（大正12年）5月2日 味間 - 桜井町間が開業[14]。
- 1925年（大正14年）4月 大阪電気軌道が大和鉄道の株式の大部分を収得。4月28日同社の社長に大槻龍治[15]、常務取締役に金森又一郎（それぞれ、大軌の社長と専務を兼任）が就任。
- 1925年（大正14年）10月8日 大和鉄道の名義で、名張 - 宇治山田間の延伸免許申請。1926年（大正15年）3月3日再出願。
- 1927年（昭和2年）4月19日 大和鉄道、名張 - 宇治山田間の免許取得[16]。なお大阪電気軌道も、八木 - 桜井間の八木線延伸免許を同時に取得している[17]。
- 1927年（昭和2年）9月28日 大阪電気軌道の完全子会社として、参宮急行電鉄（参急）発足。大和鉄道は、桜井 - 名張 - 宇治山田間の免許を同社に譲渡[18]。
- 1928年（昭和3年）5月1日 桜井町 - 桜井間が開業[19]。桜井町駅廃止。
- 1928年（昭和3年）12月20日 大福駅を東新堂駅に改称
- 1944年（昭和19年）1月11日 田原本 - 桜井間が休止。
- 1948年（昭和23年）6月15日 新王寺 - 田原本間を標準軌に改軌、電化。
- 1958年（昭和33年）12月27日 休止中の田原本 - 桜井間を廃止。
- 1961年（昭和36年）10月1日 信貴生駒電鉄が大和鉄道を合併[20]。同社の田原本線とする。
- 1964年（昭和39年）10月1日 近畿日本鉄道（近鉄）が信貴生駒電鉄を合併、同社の路線となる[20]。

## 路線データ
1934年当時
- 路線距離：新王寺 - 桜井間17.6km
- 駅数：12
- 軌間：1067mm
- 複線区間：なし（全線単線）
- 電化区間：なし（非電化）
- 動力：蒸気・内熱（ガソリン気動車）

## 運行概要
1934年10月1日改正時
- 運行本数：新王寺 - 田原本間4往復、新王寺 - 桜井間10往復半、田原本 - 桜井間3往復
- 所要時間：全線42分 - 65分

なお、寺川駅は13往復半の列車が通る中で6往復半しか停車せず、但馬駅も3往復通過する列車があった。また、新王寺 - 田原本間で箸尾駅のみ停車する列車や、田原本 - 桜井間無停車の列車もあった。

## 駅一覧
- 1937年（昭和12年）10月1日現在[21]。
- 全駅奈良県に所在[21]。

| 駅名           | 駅間 キロ | 営業 キロ | 接続路線                                                       | 所在地   | 所在地   |
| -------------- | --------- | --------- | -------------------------------------------------------------- | -------- | -------- |
| 新王寺駅       | -         | 0.0       | 鉄道省：関西本線・和歌山線（王寺駅） 信貴生駒電鉄（王寺駅）    | 北葛城郡 | 王寺町   |
| （貨）大輪田駅 | 2.0       | 2.0       |                                                                | 北葛城郡 | 河合村   |
| 池部駅         | 2.1       | 4.1       |                                                                | 北葛城郡 | 河合村   |
| 箸尾駅         | 1.6       | 5.7       |                                                                | 北葛城郡 | 箸尾町   |
| 但馬駅         | 1.4       | 7.1       |                                                                | 磯城郡   | 三宅村   |
| 黒田駅         | 1.0       | 8.1       |                                                                | 磯城郡   | 都村     |
| 田原本駅       | 2.0       | 10.1      | 大阪電気軌道：畝傍線（大軌田原本駅）                           | 磯城郡   | 田原本町 |
| 寺川駅         | 0.9       | 11.0      |                                                                | 磯城郡   | 田原本町 |
| 味間駅         | 1.7       | 12.7      |                                                                | 磯城郡   | 多村     |
| 大泉駅         | 1.9       | 14.6      |                                                                | 磯城郡   | 織田村   |
| 東新堂駅       | 1.4       | 16.0      |                                                                | 磯城郡   | 大福村   |
| 桜井駅         | 1.6       | 17.6      | 鉄道省：桜井線 大阪電気軌道：桜井線・長谷線 参宮急行電鉄：本線 | 磯城郡   | 桜井町   |

- 桜井駅への延伸が実現するまで東新堂 - 桜井間に桜井町駅が仮設された。
- 東新堂 - 桜井にあった第3寺川橋梁が流失した影響で、1938年7月21日 - 1939年6月20日の間はこの区間に仮駅が置かれ0.1km徒歩連絡していた[22]。
- 廃止区間（田原本 - 桜井間）の軌道敷跡は、奈良県道14号桜井田原本王寺線の一部になった。

## 輸送・収支実績
| 年度 | 輸送人員（人） | 貨物量（トン） | 営業収入（円） | 営業費（円） | 営業益金（円） | その他益金（円） | その他損金（円）                    | 支払利子（円） | 政府補助金（円） |
| ---- | -------------- | -------------- | -------------- | ------------ | -------------- | ---------------- | ----------------------------------- | -------------- | ---------------- |
| 1918 | 110,688        | 22,721         | 27,827         | 31,425       | ▲ 3,598        |                  | 雑損999 創立費営業準備金償却金3,000 | 596            | 19,810           |
| 1919 | 239,385        | 18,451         | 44,528         | 45,898       | ▲ 1,370        | 減資差益金69,296 | 雑損180                             | 25,457         | 32,696           |
| 1920 | 319,680        | 27,420         | 65,837         | 52,270       | 13,567         |                  | 雑損68                              | 5,994          | 5,685            |
| 1921 | 331,605        | 25,077         | 75,219         | 54,247       | 20,972         |                  |                                     |                |                  |
| 1922 | 356,245        | 33,567         | 91,429         | 58,463       | 32,966         |                  |                                     |                |                  |
| 1923 | 401,920        | 33,964         | 102,573        | 93,909       | 8,664          |                  | 雑損1,528                           | 13,055         | 46,379           |
| 1924 | 348,427        | 32,609         | 65,745         | 82,250       | ▲ 16,505       |                  | 雑損70                              | 8,856          | 51,416           |
| 1925 | 409,342        | 31,392         | 71,138         | 91,395       | ▲ 20,257       |                  |                                     | 5,079          | 51,557           |
| 1926 | 566,566        | 33,998         | 88,255         | 183,198      | ▲ 94,943       |                  |                                     | 7,695          | 52,352           |
| 1927 | 599,651        | 33,136         | 90,500         | 96,063       | ▲ 5,563        |                  |                                     | 10,495         | 52,636           |
| 1928 | 631,145        | 56,383         | 95,064         | 95,252       | ▲ 188          |                  |                                     | 6,534          | 33,451           |
| 1929 | 610,264        | 36,082         | 83,412         | 88,429       | ▲ 5,017        |                  | 雑損1償却金3,000                    | 5,466          | 24,166           |
| 1930 | 606,264        | 24,193         | 71,473         | 71,214       | 259            |                  | 償却金8,000                         | 5,541          | 24,077           |
| 1931 | 562,666        | 26,308         | 66,965         | 62,392       | 4,573          |                  | 償却金7,500                         | 4,223          | 23,925           |
| 1932 | 505,143        | 23,279         | 58,101         | 61,339       | ▲ 3,238        |                  | 償却金6,076                         | 3,882          | 18,205           |
| 1933 | 506,829        | 23,100         | 59,916         | 50,465       | 9,451          |                  | 償却金8,500                         | 3,744          | 4,067            |
| 1934 | 530,101        | 27,000         | 61,525         | 48,143       | 13,382         |                  | 償却金500                           | 3,625          |                  |
| 1935 | 555,678        | 23,155         | 61,292         | 48,894       | 12,398         |                  | 雑損償却金7,870                     | 3,642          |                  |
| 1936 | 588,252        | 21,753         | 62,736         | 52,834       | 9,902          |                  | 償却金6,000                         | 3,201          |                  |
| 1937 | 623,403        | 20,306         | 61,908         | 57,540       | 4,368          |                  | 雑損7,926償却金23,866               | 2,322          |                  |
| 1939 | 667,731        | 23,816         |                |              |                |                  |                                     |                |                  |
| 1941 | 1,004,708      | 31,601         |                |              |                |                  |                                     |                |                  |
| 1943 | 1,572,312      | 39,620         |                |              |                |                  |                                     |                |                  |
| 1945 | 943,250        | 28,190         |                |              |                |                  |                                     |                |                  |
| 1952 | 2,015,779      | 1,359          |                |              |                |                  |                                     |                |                  |
| 1958 | 2,098千        | -              |                |              |                |                  |                                     |                |                  |

- 鉄道院鉄道統計資料、鉄道省鉄道統計資料、鉄道統計資料、鉄道統計、国有鉄道陸運統計、地方鉄道軌道統計年報、私鉄統計年報各年度版

## 車両
1,067mm軌間時代は自社発注の蒸気機関車・客貨車によって開業し、大阪電気軌道・参宮急行電鉄の傘下となった1920年代後半以降フリークエント・サービスの向上を目的として軌道自動車と呼ばれる小型気動車の導入が進んだ。燃料統制が厳しくなってからは木炭ガス発生装置による代燃装置の取り付けが一部の気動車で実施され、敗戦直後の燃料難の時期にはこれら代燃車と国鉄からの借り入れ機関車などによって営業が継続された。1948年の改軌・電化後は近鉄からの貸し出し車（モ200形など）が運行され、1961年の信貴生駒電鉄との合併まで自社籍の車両の導入は行われなかった。

### 蒸気機関車
- 2 - 開業にあたりタンク式機関車2両を梅鉢鉄工所に注文したが資金難のため1両のみ入線している[23]。1937年6月29日廃車。
- 21 - 越後鉄道よりタンク式機関車21号機（石川鉄工所製）を1918年譲受したが1920年には有田鉄道へ譲渡。
- 1.3 - 雨宮製作所製のタンク式機関車。1950年10月25日廃車
- 1001 - 1919年国鉄より払下げを受けたタンク式機関車。1938年5月12日に廃車し、和歌山鉄道に売却。「国鉄1000形蒸気機関車」を参照。
- S211 - 1947年に日本製鐵輪西製鐵所より譲受した20t飽和式タンク式機関車。軸配置はCで先輪・従輪はない。元来は北海道製鐡8として1919年に名古屋の日本車輌製造本店で製番4として製造され、その後幾たびかの合併・改組・合同を経て日本製鐵輪西製鐵所S211となっていたものであった。これは1918年頃に設計された日本車輌製造としては初の1,067mm軌間向け蒸気機関車（図面番号ア1）であり、オーレンシュタイン・ウント・コッペルをはじめとするドイツメーカー製小型蒸気機関車の影響が色濃い設計であった[24]。1950年廃車。その後建設省に購入され、近畿地方建設局淀川工事事務所にて淀修20S5（淀修5）と附番されて淀川修補工事事業に使用された[25]。
- B2010 - 第二次世界大戦後、疲弊しきっていた車両状況を改善するため1948年1月22日付で国鉄大阪鉄道局から借り入れた20t飽和式タンク式機関車。直前の配置区は姫路第一機関区で、借り入れ後は1948年6月15日の新王寺 - 田原本間改軌・電化まで使用され、1948年7月22日に返却された。なお、本車は大和鉄道からの返却後一時神戸の川崎車輌へ貸し出され、そこから返却された後は1972年に梅小路蒸気機関車館での保存のため梅小路機関区へ転属するまで長らく鹿児島機関区で入れ替え用機として使用された[26]。

### 気動車
- レカ形 - 1928年日本車輛製造本店製。新造時の形式はモ形で、モ1（1928年3月）・モ2（1928年10月）の2両が順次製造された[27]。後にレカ形レカ1・レカ2に改番されている。車体長5,000mm、車体幅2,300mm、定員30人のメーカーが「軌道自動車」と呼んだ一連の標準規格単端式2軸ガソリンカーの1つで、窓配置はdD4あるいは4D1（d：乗務員扉、D：客用扉、数字：窓数）である。乗務員扉は運転台左側側面にのみ設置されており、客用扉は手動の二枚折り戸であった。車体台枠の一端にT形フォード用4気筒エンジンと付属の2段変速機を装架し、その上に冷却用ラジエターを内蔵するボンネットを妻面から突き出した、同時代のバスに近い形状であった。レカ2が1930年12月に、レカ1が1931年8月に、それぞれエンジンをシボレー1930年式に交換している[28]。また、レカ1はレカ11形の竣工した1932年に4月に台枠の一部改造を受け、その後1943年に車体後部へ木炭ガス発生炉を取り付けて代燃車となっている[28]。なお、メーカーである日本車輛製造側の記録によれば本形式の発注者は大和鉄道ではなく参宮急行電鉄である[29]。
- レカ11形 - 1932年3月日本車輛製造本店製。竣工は同年4月。レカ形の増備車として新造された準同型の単端式2軸ガソリンカーであるが車体設計、特に台枠の設計が改良され[30]、エンジンがT形フォード用から4ストローク直列6気筒のシボレー1931年式となり[31]、エンジンの最大制動出力がT型フォード比で20.4 B.H.P.から36.5 B.H.P.と一挙に約78パーセント増となった。[32]。本形式もメーカー側記録では発注者と納入先が共に大阪電気軌道となっており、レカ・レカ11形が新造された時期の大和鉄道の経営が実質的に参宮急行電鉄あるいは大阪電気軌道と一体の扱いであったことを示している。ただし、当該時期の大阪電気軌道の営業報告書では本形式の導入については一切言及がない。なお、メーカー側の記録では製造時の記号番号はレカ形の続番でレカ3・レカ4であったとされる[33]が、搭載エンジン・変速機を変更して性能が大きく変わったためか、実際にはレカ11形レカ11・レカ12と区分した形式称号・記号番号を与えられて竣工している。
- レカ21形 - 元は大阪電気軌道が長谷線用に1930年6月竣工として日本車輛製造本店で製造したレカ1形レカ1 - レカ3で、同年7月3日認可[34]、同月20日使用開始[35]として使用を開始していたもの[36][37]であった。車体両端に運転台を設置しブダETU[38]エンジン本体は床下に吊り下げ、さらに変速機に逆転機を付加した、新造時期が新しいレカ11形よりも一世代以上新しくより高度な機能を備えた設計の両運転台式2軸ガソリンカーである。上述のように構造や車体寸法は全く異なるが、座席16人、定員30人という仕様はレカ・レカ11形と共通である。長谷線の廃止に伴い、1938年7月に3両全てが大和鉄道に譲渡され、レカ21形レカ21 - レカ23となった。大和鉄道線の電化・改軌に伴い廃車された。その後はレカ23が新王寺駅の駅舎裏ホーム端に倉庫代用として残されていたが、解体され現存しない。[39]
- レカ50形 - 1943年に全線を電化した和歌山鉄道が1929年10月に丸山車輌製造所で製造したキハ101を譲受したもので、レカ50形レカ51と附番された。車体長8,179mmで一端に奥行1,100mmの荷台を備え、エンジンはウォーケシャ6KUを搭載、前進4段、後進4段の変速機を備える46人乗り（座席22人）の両運転台式2軸ガソリンカーである。本車も代燃化され、荷台に木炭ガス発生炉を搭載した[40]。

### 客車
開業時に梅鉢鉄工所より木製ボギー客車5両（ハ1-3、ハニ4）を新製。その後国鉄より木製2軸客車5両の払下げを受けている。

### 貨車
貨車は開業時に梅鉢鉄工所よりワ1形（1.2）ト1形（1.2）を新製したのと1923年に国鉄より払い下げられたワ3形（3-5）がすべて。1948年10月29日に全車廃車された。